# Ковальчук Ігор Борисович
Ігор Борисович Ковальчук (27 серпня 1973 — 17 січня 2023) — солдат Збройних Сил України, учасник російсько-української війни, який загинув під час російського вторгнення в Україну.

## Життєпис
Ігор Ковальчук народився 27 серпня 1973 року в смт. Чинадієво, Мукачівського району, Закарпатської області.
В 1977 році разом із батьками переїхав в с. Великі Озера, Рівненської області. В 1979 році розпочав навчання у місцевій школі, яку закінчив в 1989 році.
В період з 1989 по 1990 рік працював ремонтником на Дубровицькій бавовнопрядильній фабриці.
У 1990 році вступив до Волинського державного університету імені Лесі Українки та отримав спеціальність «Учитель історії і права».
Разом з однокурсниками підняв український стяг над університетом. Це був перший прапор піднятий у Волинській області.
Багато років пропрацював у службі безпеки філії магістральних нафтопроводів "Дружба"
З початком російського вторгнення в Україну повернувся з закордону у лютому 2022 року та добровольцем став на захист України. Боровся проти держави-терориста у складі 125-ї окремої бригади територіальної оборони ЗСУ
Вірний військовій присязі, загинув 17 січня 2023 року при виконанні службового обов’язку по захисту Батьківщини.
Похований на міському кладовищі м. Броди, Львівської області. 
Провадячи чин похорону, настоятель храму Пресвятої Трійці о. Петро Чаплюк зі сльозами на очах зауважив: «Наш Герой Ігор Ковальчук боровся з теперішнім іродом, який не може змиритися з тим, що є така українська нація, яка вміє жити, молитися, працювати, любити і за все дякувати Господу. Блаженна дорога в яку йде душа воїна нашого».
У Ігоря Ковальчука залишилися мати, сестра, дружина та дві доньки.

## Нагороди
В лютому 2024 року відповідно до указу Президента України №135/2023  Ігорю Ковальчуку за особисту мужність і самовідданість, виявлені у захисті державного суверенітету та територіальної цілісності України, вірність військовій присязі було посмертно відзначено державною нагородою: орденом «За мужність» III ступеня.
В травні 2024 відповідно до указу Міністра оборони України №786 від 21 травня 2024 року відзначено медаллю "Захиснику України".